# Otto von Düring
Otto Albrecht von Düring (* 10. Januar 1807 in Harsefeld; † 11. April 1875 in Celle) war ein deutscher Richter und Justizminister im Königreich Hannover.

## Herkunft
Otto von Dürings Großvater war der hannoverische Generalmajor Georg Albrecht von Düring (1728–1801). Seine Eltern waren der hannoverische Staatsrat und Oberhauptmann in Meinersen Carl Johann Georg von Düring (* 10. April 1773; † 10. September 1842) und dessen erster Ehefrau Louise Sophie von Borries (1774–1817).

## Leben
Als Sohn des Oberhauptmanns von Meinersen studierte Düring nach dem Abitur in Holzminden seit 1824 Rechtswissenschaften in Göttingen. Im selben Jahr wurde er Mitglied des Corps Bremensia.
1828 zunächst im Amt seines Vaters angestellt, war Düring von 1829 bis 1839 Richter in Stade.
1833 wurde er für die Ritterschaft des Herzogtums Bremen in die erste Kammer der hannoverschen Ständeversammlung gewählt. Er beteiligte sich an der Vorbereitung der wichtigsten Justizgesetze (Kriminalgesetzbuch 1840, Bürgerliche Prozeßordnung 1847). 1847 von König Ernst August I. zum Mitglied des Oberappellationsgerichts in Celle ernannt, wurde Düring 1848 als Hannoverscher Justizminister berufen. In seiner Personalauswahl nahm er keine politischen Rücksichten. So wurden der „preußische“ Adolf Leonhardt und der Rheinländer Friedrich Oppenhoff für eine Mitarbeit gewonnen, was den Ruhm der hannoverschen Justizgesetzgebung mitbegründete. Viele Reformgesetze (Schwurgerichte) traten erst nach dem Rücktritt des Ministeriums Stüve, im November 1850, in Kraft.
Nach seiner Entlassung als Minister wieder beim Oberappellationsgericht in Celle, wurde Düring schließlich Präsident (1859) des höchsten hannoverschen Gerichts. Nach der Pensionierung widmeten sich Exzellenz besonders dem Partikularrecht.

## Familie
Er heiratete 1842 in Stade Elisabeth Karoline Stromeyer (1822–1879), eine Tochter des Mitglieds des Staatsrats, Kanzleidirektor der Justizkanzlei in Göttingen und Regierungsbevollmächtigten an der Universität Göttingen Friedrich Andreas Stromeyer (1788–1846) und der Caroline Lappenberg (Schwester des Historikers Johann Martin Lappenberg). Das Paar hatte eine Tochter: Helene Karoline Sophie (* 11. Februar 1846; † 26. August 1871).

## Werke
- Zeitschrift für hannoversches Recht (Redakteur)